# Ndog Faya
Ndog Faya est un village du département du Nkam au Cameroun. Situé dans l'arrondissement de Yabassi, il est localisé sur la route qui relie Yabassi à Yingui. Il se trouve à 20 km de Yabassi. 

## Population et environnement
En 1967, le village de Ndog Faya avait 112 habitants, essentiellement des Bassa. La population de Ndog Faya était de 27 habitants dont 15 hommes et 12 femmes, lors du recensement de 2005. 